# 1989 (Taylor's Version)
1989 (Taylor's Version) — четвертий перезаписаний альбом американської співачки і авторки пісень Тейлор Свіфт, вийшов 27 жовтня 2023 року на Republic Records. Це перезапис п'ятого студійного альбому Свіфт, 1989 (2014), і слідує за Speak Now (Taylor's Version), випущеним у липні 2023 року. Перезапис є частиною протидії Свіфт її суперечці мастерингу в 2019 році.
Альбом було анонсовано 9 серпня 2023 року на останньому концерті в Лос-Анджелесі в рамках поточного концертного туру Тейлор Свіфт — Eras Tour. Два треки з альбому — «Wildest Dreams (Taylor's Version)» і «This Love (Taylor's Version)» — були випущені 17 вересня 2021 року та 6 травня 2022 року відповідно. Вони потрапили до топ-50 чарту Billboard Hot 100.

## Композиція

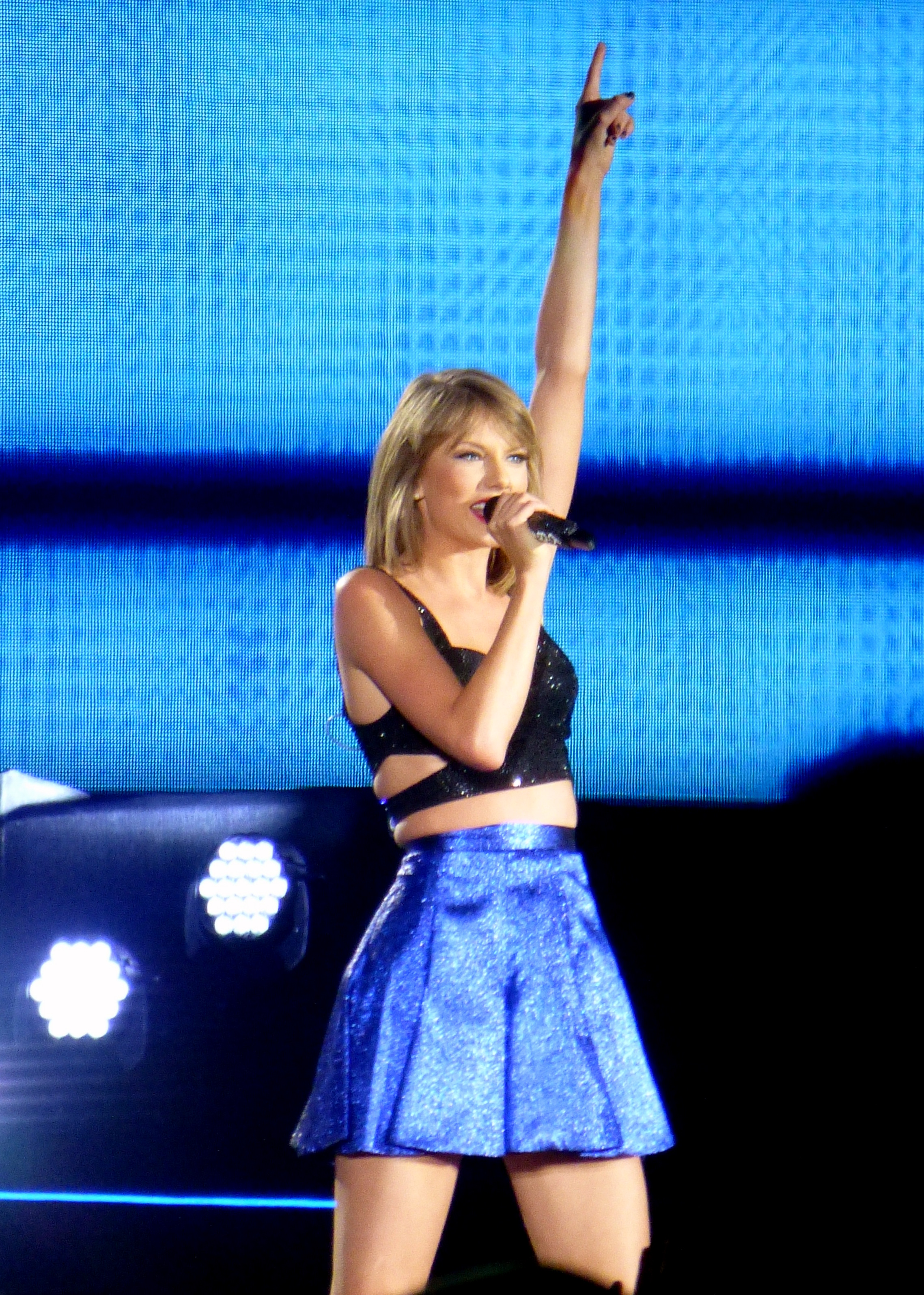
Виступ Тейлор Свіфт у світовому турі з альбомом «1989» (2015)

Тейлор Свіфт випустила свій п'ятий студійний альбом «1989», 27 жовтня 2014 року під Big Machine Records. Натхненна синті-попом 1980-х років, Свіфт задумала альбом «1989», щоб переналаштувати свою майстерність до поп-музики після маркетингу своїх перших чотирьох альбомів на кантрі-радіо. Альбом мав критичний і комерційний успіх, отримавши позитивні відгуки від музичних критиків і продавши понад 1,287 мільйонів копій протягом першого тижня в Сполучених Штатах. Три його сингли — «Shake It Off», «Blank Space» і «Bad Blood» — посіли перше місце в Billboard Hot 100. Свіфт стала першим виконавцем, три альбоми якого продали один мільйон копій кожен протягом першого тижня, «1989» був першим альбомом, випущеним у 2014 році, який перевищив один мільйон копій і очолив Billboard 200 протягом 11 тижнів поспіль. На 58-й щорічній церемонії вручення премії «Греммі» (2016) він отримав нагороду «Альбом року» та «Найкращий вокальний поп-альбом», що зробило Свіфт першою жінкою-виконавицею, яка виграла винагороду двічі.
Свіфт випустила свій наступний студійний альбом «Reputation» (2017) під Big Machine відповідно до контракту на запис, який закінчився в листопаді 2018 року. Тому вона вийшла з Big Machine і підписала нову угоду з Republic Records, яка забезпечила їй права на володіння майстрами будь-якої нової музики, яку вона випускала. У 2019 році американський бізнесмен Скутер Браун придбав Big Machine. Право власності на перші шість студійних альбомів Тейлор Свіфт, включаючи «1989», перейшло до нього. У серпні 2019 року Тейлор Свіфт засудила покупку Брауна та оголосила, що перезапише свої перші шість студійних альбомів, щоб сама володіти їх майстерами. Тейлор Свіфт розпочала процес перезапису в листопаді 2020 року. «Fearless (Taylor's Version)», перший із шести її перезаписаних альбомів, вийшов 9 квітня 2021 року, а потім «Red (Taylor's Version)» 12 листопада 2021 року і «Speak Now (Taylor's Version)» — 7 липня 2023 року. Усі троє досягли критичного та комерційного успіху, дебютувавши на вершині американського чарту Billboard 200.
Тейлор Свіфт почала дражнити «1989 (Taylor's Version)» з композицією «Wildest Dreams (Taylor's Version)», випущеною 17 вересня 2021 року на тлі вірусної тенденції TikTok щодо оригінального запису пісні 2014 року. «This Love (Taylor's Version)» вийшов на цифрові платформи 6 травня 2022 року. Фрагмент «Bad Blood (Taylor's Version)» був представлений в анімаційному фільмі DC League of Super-Pets 2022 року. У кліпі 2023 року на пісню «I Can See You» була пасхалка, яка натякала на перезапис «1989». Фанати помітили кілька натяків на неминуче оголошення під час виступу Свіфт на стадіоні SoFi у Лос-Анджелесі в рамках свого шостого концертного туру — Eras Tour, 8 серпня 2023 року, зокрема кілька нарядів Свіфт змінили колір на блакитний, а шанувальники помітили, що світлодіодні браслети блимають синім п'ять разів.
9 серпня 2023 року на останньому концерті туру в Лос-Анджелесі Свіфт оголосила про «1989 (Taylor's Version)» своїм наступним перезаписаним альбомом, який планується випустити 27 жовтня 2023 року, через дев'ять років після оригінального випуску «1989». SoFi Stadium підсвітив свій дах назвою альбому після оголошення.

## Реліз

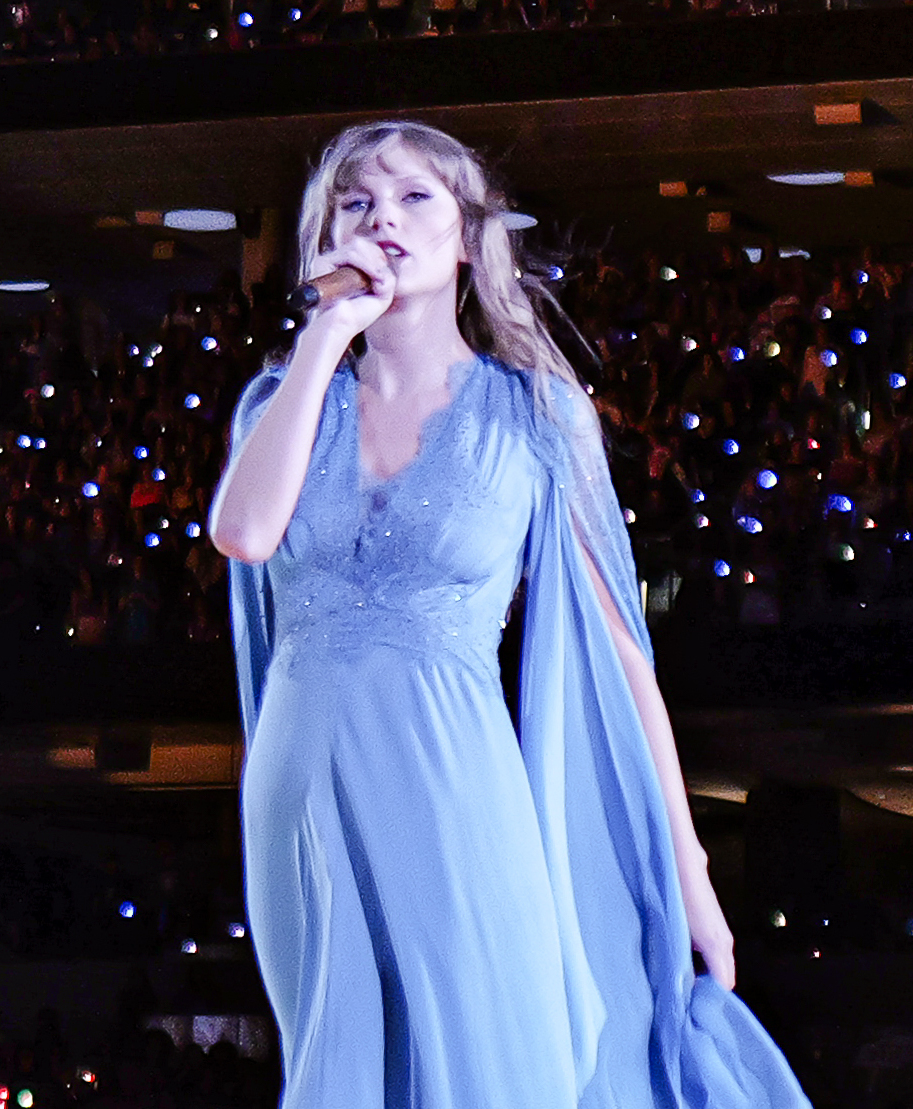
Тейлор Свіфт виконує пісню «August» в новій блакитній сукні під час The Eras Tour на SoFi Stadium 9 серпня 2023 року, перед анонсом альбому.

«1989 (Taylor's Version)» вийшов 27 жовтня 2023 року, що зробило його четвертим перезаписаним альбомом Тейлор Свіфт. Він містить 21 трек, п'ять із яких позначено як «From the Vault», що вказує на невидані пісні, які були написані для «1989», але не потрапили до остаточного списку треків у 2014 році. Фізичний альбом вийде у форматах вініл, касета та CD. Окрім стандартного видання компакт-диска, протягом перших 89 годин після анонсу для попереднього замовлення були доступні чотири розкішні компакт-диски, кожен з яких був різного кольору та включав один із чотирьох наборів із п'яти двосторонніх карток із фотографіями та тексти пісень.

## Список треків
| 1989 (Taylor's Version) список треків | 1989 (Taylor's Version) список треків | 1989 (Taylor's Version) список треків        | 1989 (Taylor's Version) список треків | 1989 (Taylor's Version) список треків |
| #                                     | Назва                                 | Автор                                        | Продюсер                              | Тривалість                            |
| ------------------------------------- | ------------------------------------- | -------------------------------------------- | ------------------------------------- | ------------------------------------- |
| 1.                                    | «Welcome to New York»                 | Тейлор Свіфт Раян Теддер                     |                                       |                                       |
| 2.                                    | «Blank Space»                         | Тейлор Свіфт Макс Мартін Shellback           |                                       |                                       |
| 3.                                    | «Style»                               | Тейлор Свіфт Макс Мартін Shellback Алі Паямі |                                       |                                       |
| 4.                                    | «Out of the Woods»                    | Тейлор Свіфт Джек Антонофф                   |                                       |                                       |
| 5.                                    | «All You Had to Do Was Stay»          | Тейлор Свіфт Макс Мартін                     |                                       |                                       |
| 6.                                    | «Shake It Off»                        | Тейлор Свіфт Макс Мартін Shellback           |                                       |                                       |
| 7.                                    | «I Wish You Would»                    | Тейлор Свіфт Джек Антонофф                   |                                       |                                       |
| 8.                                    | «Bad Blood»                           | Тейлор Свіфт Макс Мартін Shellback           |                                       |                                       |
| 9.                                    | «Wildest Dreams»                      | Тейлор Свіфт Макс Мартін Shellback           | Тейлор Свіфт Крістофер Роу Shellback  | 3:40                                  |
| 10.                                   | «How You Get the Girl»                | Swift Martin Shellback                       |                                       |                                       |
| 11.                                   | «This Love»                           | Swift                                        | Тейлор Свіфт Крістофер Роу            | 4:10                                  |
| 12.                                   | «I Know Places»                       | Swift Tedder                                 |                                       |                                       |
| 13.                                   | «Clean»                               | Swift Imogen Heap                            |                                       |                                       |
| 14.                                   | «Wonderland»                          | Swift Martin Shellback                       |                                       |                                       |
| 15.                                   | «You Are in Love»                     | Swift Antonoff                               |                                       |                                       |
| 16.                                   | «New Romantics»                       | Swift Martin Shellback                       |                                       |                                       |
| 17.                                   | «'Slut!'»                             |                                              |                                       |                                       |
| 18.                                   | «Say Don't Go»                        |                                              |                                       |                                       |
| 19.                                   | «Now That We Don't Talk»              |                                              |                                       |                                       |
| 20.                                   | «Suburban Legends»                    |                                              |                                       |                                       |
| 21.                                   | «Is It Over Now?»                     |                                              |                                       |                                       |

## Історія випуску
| Регіон    | Дата           | Формат(и)                               | Видання     | Мітка    | Прим.  |
| --------- | -------------- | --------------------------------------- | ----------- | -------- | ------ |
| Весь світ | 27 жовтня 2023 | Касета CD цифрове завантаження вініл LP | Стандартний | Republic | [ 23 ] |
| Весь світ | 27 жовтня 2023 | CD                                      | Делюкс      | Republic | [ 24 ] |

## Виноски
1. ↑  The four deluxe edition variants are titled Crystal Skies Blue Edition, Rose Garden Pink Edition, Aquamarine Green Edition, and Sunrise Boulevard Yellow Edition.[20]